# آدالبرتو (بازیکن فوتبال، زاده ۱۹۶۴)
آدالبرتو (انگلیسی: Adalberto؛ زادهٔ ۳ ژوئن ۱۹۶۴) بازیکن فوتبال اهل برزیل است.
از باشگاه‌هایی که در آن بازی کرده‌است می‌توان به باشگاه فوتبال فلامینگو اشاره کرد.
وی همچنین در تیم‌های ملی فوتبال زیر ۲۰ سال برزیل و زیر ۲۳ سال برزیل بازی کرده‌است.